# Live at the Roxy Club April '77
Live At The Roxy Club April '77 è il secondo album interamente dal vivo pubblicato dai Buzzcocks. Contiene brani registrati nell'aprile 1977 nel locale londinese Roxy Club. È stato pubblicato per la prima volta nel 1989, contestualmente all'annunciata riunione del gruppo.

## Tracce
1. Orgasm Addict
2. No Reply
3. Get on Your Own
4. Fast Cars
5. What Do I Get?
6. Friends of Mine
7. 16
8. Time's Up
9. Oh Shit!
10. Boredom
11. Love Battery

## Formazione
- Pete Shelley -  voce e chitarra
- Steve Diggle -  chitarra e voce
- Steve Garvey - basso
- John Maher - batteria